# Unexpected
Unexpected es el tercer álbum de estudio de Michelle Williams; fue lanzado el 7 de octubre de 2008 en Estados Unidos y Latinoamérica, el 1 de octubre en España y algunos países de Europa. Este es el primer álbum de la cantante que no contiene canciones del género góspel; el álbum tiene canciones de los géneros pop, R&B y dance. El primer sencillo del álbum fue We Break the Dawn, el cual se posicionó en el número 1 en el Billboard Hot Dance Airplay; su segundo sencillo será un sencillo doble, serán los temas The Greatest y Hello Heartbreak.

## Información del álbum
Michelle Williams decidió separarse del género góspel y unirse al pop y R&B; varios críticos han comparado el álbum con B'Day de Beyoncé Knowles y con Good Girl Gone Bad de Rihanna. Sus dos discos anteriores tuvieron mucha fama en el género góspel, ya que su álbum debut Heart to Yours alcanzó la cima del Billboard 200 Gospel y su segundo álbum llegara a la posición número 2.
Unexpected, es un álbum muy novedoso para la cantante, fue producido entre el 2006-2008. Está compuesto por 13 temas, la mayoría de los cortes son de dirección Pop-Dance, la misma artista ha definido su álbum como un álbum Electro-Pop-Euro-Dance. Este nuevo álbum de la ex Destiny's Child, sale a la venta el 7 de octubre en los Estados Unidos.
La cantante para este nuevo álbum cambió su estilo musical y look, para adecuarse a su nuevo estilo musical. Con Unexpected pretende romper el estereotipo que la gente tiene de ella, como la "chica callada y tímida de Destiny's Child".
El primer corte del álbum es el tema We Break the Dawn, el cual es un track Pop-dance muy bien elaborado, los críticos, han dicho que este sencillo es uno de los mejores temas de este año.
El segundo sencillo de este álbum es un sencillo doble, ya que se ha decidido que se lanzará simultáneamente los temas The Greatest y Hello Heartbreak. El primero de estos es un corte muy R&B, el cual caracteriza a la artista en sus inicios con Destiny's Child, es una balada de medio tiempo y fue estrenada en septiembre. Hello Heartbreak se lanzó también en septiembre, este tema es un track Electro-Pop-Dance.

## Lista de canciones
1. "Unexpected Intro"
2. "Hello Heartbreak" (Alex Da Kid y Jay Wes)
3. "We Break the Dawn" — 3:54 (Wayne Wilkins y Andrew Frampton)
4. "Lucky Girl"
5. "The Greatest"
6. "Till the End of the World" — 3:12 (Alex Da Kid and Jay Wes)
7. "Private Party"
8. "Hungover"
9. "We Break The Dawn Part. 2 (ft. Flo Rida)"
10. "Stop This Car" — 4:08 (Stargate)
11. "Unexpected"
12. "Thank You"
13. "Too Young for Love" (Rico Love y EHOOD & E2)

14. "Sick of It"(Bonus Track)

## Sencillos
En abril de 2008, Michelle Williams lanzó "We Break the Dawn" digitalmente, y físicamente en julio de 2008. la canción llegó a lo más alto de U.S. Billboard Hot Dance Club Play, U.S. Billboard Hot Dance Airplay y U.S. Billboard Hot Singles Sales charts. La canción llegó a posicionarse en el número #1 en Billboard Hot Dance Airplay chart.
En septiembre de 2008, el segundo sencillo doble "Hello Heartbreak"-"The Greatest" se lanzó digitalmente por Amazon. El sencillo Hello Heartbreak en su primera semana se posicinó en el lugar número #8 en single U.S. Billboard Hot Dance Singles Sales y número #40 en U.S Billboard Hot Singles Sales chart at #40.

## Fechas de Lanzamiento
| Lugar          | Fecha                    |
| -------------- | ------------------------ |
| Japón          | 12 de agosto de 2008     |
| Polonia        | 30 de septiembre de 2008 |
| Inglaterra     | 1 de octubre de 2008     |
| Reino Unido    | 5 de diciembre de 2008   |
| Estados Unidos | 7 de octubre de 2008     |
| Latinoamérica  | 7 de diciembre de 2008   |

## Ventas y posicionamiento
Unexpected en su primera semana en EE. UU. Billboard 200 debutó en el lugar 42, con más de 14 000 copias vendidas siendo así el ingreso más alto de Williams en esta lista hasta la fecha. El álbum también debutó en Billboard Top R&B/Hip-Hop Albums chart en el número 11.
"Unexpected" ha vendido más de 60 000 copias en Japón y 30 000 en Estados Unidos.
| Listas (2008)                         | Posición más alta |
| ------------------------------------- | ----------------- |
| U.S. Billboard 200                    | 42                |
| U.S. Billboard Top R&B/Hip-Hop Albums | 11                |
| Polish Chart                          | 1                 |
| U.S. Billboard Top Digital Albums     | 24                |